# Jonathon Blum
Jonathon Blum (ur. 30 stycznia 1989 w Long Beach) – amerykański hokeista, reprezentant Stanów Zjednoczonych, olimpijczyk.

## Kariera
- California Wave 18U AAA (2004-2005)
- Vancouver Giants (2005-2009)
- Milwaukee Admirals (2009-2013)
- Nashville Predators (2010-2013)
- Minnesota Wild (2013-2015)
- Iowa Wild (2013-2015)
- Admirał Władywostok (2015-2017)
- HK Soczi (2017-2018)
- Dynama Mińsk (2018-2019)
- Färjestad BK (2019-2021)
- EHC Red Bull Monachium (2021-)

Urodził się w rodzinie żydowskiego pochodzenia. Pochodzi z Rancho Santa Margarita. Wychowanek California Wave. Od 2005 do 2009 przez cztery sezony grał w barwach zespołu Vancouver Giants w kanadyjskich rozgrywkach juniorskich WHL w ramach CHL, a w ostatniej edycji był kapitanem drużyny. W tym okresie w drafcie NHL z 2007 został wybrany przez Nashville Predators. Od 2009 grał w zespole farmerskim lidze AHL, a od 2010 także w Nashville w NHL. W połowie 2013 został przetransferowany do Minnesota Wild. W sierpniu 2015 przeszedł do rosyjskiego klubu Admirał Władywostok w rozgrywkach KHL. W grudniu 2017 został graczem HK Soczi w tej samej lidze. W listopadzie 2018 był zawodnikiem białoruskiego Dynama Mińsk, także w KHL. W połowie 2019 przeszedł do szwedzkiego Färjestad BK. W kwietniu 2021 odszedł z klubu. W maju 2021 został zaangażowany przez niemiecki klub EHC Red Bull Monachium.
Był reprezentantem kadr juniorskich USA. Uczestniczył w turniejach mistrzostw świata juniorów do lat 20 edycji 2008, 2009. W barwach reprezentacji seniorskiej Stanów Zjednoczonych uczestniczył w turnieju zimowych igrzysk olimpijskich 2018.

## Sukcesy
Klubowe
- Mistrzostwo Konferencji Zachodniej w sezonie zasadniczym WHL: 2006, 2007 z Vancouver Giants
- Mistrzostwo Dywizji B. C. w sezonie zasadniczym WHL: 2006, 2007, 2008, 2009 z Vancouver Giants
- Ed Chynoweth Cup – mistrzostwo WHL: 2006 z Vancouver Giants
- Finał WHL: 2007 z Vancouver Giants
- Memorial Cup – mistrzostwo CHL: 2007 z Vancouver Giants
- Mistrzostwo dywizji AHL w sezonie zasadniczym: 2011 z Milwaukee Admirals

Indywidualne
- WHL / CHL 2006/2007:
  - Pierwsze miejsce w klasyfikacji +/- w sezonie zasadniczym WHL: +37
  - CHL Top Prospects Game
- WHL 2007/2008:
  - Drugi skład gwiazd WHL (Zachód)
- WHL / CHL 2008/2009:
  - Najlepszy obrońca sezonu WHL – Bill Hunter Memorial Trophy
  - Pierwszy skład gwiazd WHL (Zachód)
  - Najlepszy obrońca sezonu CHL
  - Pierwszy skład gwiazd CHL
- KHL (2017/2018):
  - Pierwsze miejsce w klasyfikacji średniego czasu gry w meczu wśród obrońców w sezonie zasadniczym: 27,18 min.